# Pandanus dasystigma
Pandanus dasystigma är en enhjärtbladig växtart som beskrevs av Ryozo Kanehira. Pandanus dasystigma ingår i släktet Pandanus och familjen Pandanaceae. Inga underarter finns listade.